# Platypalpus subtilis
Platypalpus subtilis är en tvåvingeart som först beskrevs av Collin 1926.  Platypalpus subtilis ingår i släktet Platypalpus och familjen puckeldansflugor. Inga underarter finns listade i Catalogue of Life.